# ویجای راز
ویجای راز (هندی: विजय राज़؛ زادهٔ ۵ ژوئن ۱۹۶۳) هنرپیشه اهل هند است. دستیابی به موفقیت او زمانی اتفاق افتاد که او در فیلم عروسی مانسون به ایفای نقش پرداخت.
از فیلم‌ها یا برنامه‌های تلویزیونی که وی در آن نقش داشته‌است می‌توان به عروسی مانسون اشاره کرد.

## فیلم‌شناسی
فهرست برخی از فیلم‌هایی که ویجای راز در آن‌ها به ایفای نقش پرداخته‌است:
- عروسی مانسون
- ونیتی فر
- جوانی
- دهلی بلی
- دپارتمان
- دهلی-۶
- نوشیدنی
- آخر حماقت
- قدرت
- دویدن
- دپارتمان
- کالاکندی
- کمپانی
- شانس رقص
- یک و نیم بار وابسته به عشق
- ۱۰۲ سالگی پایان نیست
- بمبئی اکسپرس
- انوار
- در عدس
- هری پوتار
- به عشق تو قسم می‌خورم
- ترقه
- دختر رؤیایی
- همیشه گاهی گاهی
- گلابو سیتابو
- زن
- زندگی کن اما مغرور نباش
- شیرزن
- باراه آنا
- همه‌جا دزد هست
- شوهر دست دوم
- غارت چمدان
- اوه تو
- دختر رؤیایی ۲
- به دل نگیر دوست من!!
- ساخته‌شده در بهشت
- کاتال
- بابلی بانسر
- اسیر تو